# ساليناس (بورتوريكو)
ساليناس (بالإنجليزية: Salinas, Puerto Rico)‏ هي بلدية في بورتوريكو ‏ تقع في الولايات المتحدة في بورتوريكو. يقدر عدد سكانها بـ 31,078 نسمة ومساحتها 180.4 كم2 .

## أعلام
- أنخيل إيسبادا
- رولاند كروز
- فيكتور بيسبال
- توني فيغا
- ليليان لوبيز
- فلورنسيو موراليس راموس